# Jaguar XJR-8
Chronologie des modèles
Jaguar XJR-6 Jaguar XJR-9
La Jaguar XJR-8 est une voiture de course développée et construite par TWR pour Jaguar dans le but de participer, en 1987, au Championnat du monde des voitures de sport qu'elle remporte. Six Jaguar XJR-8 ont été construites, dont trois à partir de XJR-6. À la suite de la saison, les Jaguar XJR-8 ont été remplacées par Jaguar par la Jaguar XJR-9.

## Palmarès
Vainqueur aux classements pilotes et écuries du championnat du monde des voitures de sport 1987.
Huit victoires :
- 1 000 kilomètres du Nürburgring ;
- 1 000 kilomètres de Monza ;
- 1 000 kilomètres de Silverstone ;
- 1 000 kilomètres de Spa ;
- 1 000 kilomètres de Fuji ;
- 1 000 kilomètres de Brands Hatch ;
- 1 000 km de Jerez ;
- 360 km de Jarama.

Quatrième aux 200 Miles de Norisring, et cinquième aux 24 Heures du Mans (avec Raul Boesel, Eddie Cheever et Jan Lammers).

## Pilotes
- Raul Boesel (16)
- Martin Brundle (3)
- Eddie Cheever (10)
- Johnny Dumfries (2)
- Armin Hahne (1)
- Jan Lammers (17)
- John Nielsen (10)
- Win Percy (1)
- John Watson (13)